# The Boomtown Rats
The Boomtown Rats — ирландская рок-группа новой волны, образовавшаяся в Дублине в 1975 году и исполнявшая энергичный и мелодичный поп-панк с остроумными текстами и нестандартными аранжировками.
The Boomtown Rats выпустили пять студийных альбомов; первые четыре из них входили в первую двадцатку UK Album Chart. Два сингла группы, «Rat Trap» (октябрь 1978) и «I Don’t Like Mondays» (июль 1979), поднимались на вершину UK Singles Chart.
После распада The Boomtown Rats в 1984 году широкую известность получил фронтмен группы Боб Гелдоф: он стал инициатором и одним из организаторов Band/Live Aid, и в 1986 году от Королевы Елизаветы Второй получил Орден Британской империи (CBE).

## История группы
The Boomtown Rats образовались в Дан-Лири, неподалёку от Дублина, в 1975 году. В состав её вошли Джонни Фингерс (наст. имя англ. John Peter Moylett, клавишные), Джерри Котт (англ. Gerry Cott, гитара), Гарри Робертс (англ. Garry Roberts, наст. имя англ. Garrick Roberts, гитара), Пит Брике́тт (англ. Pete Briquette, наст. имя англ. Patrick Martin Cusack, бас) и Саймон Кроу (англ. Simon Crowe, ударные). Пит Брикетт и Джонни Фингерс — двоюродные братья.
Боб Гелдоф первое время исполнял обязанности менеджера, лишь некоторое время спустя взял на себя функции вокалиста, которые прежде выполнял Робертс. К моменту образования ансамбля Гелдоф уже успел приобрести репутацию саркастичного и временами скандального журналиста: он был ирландским корреспондентом еженедельника Melody Maker.

### Первые выступления (1975—1976)
Первый концерт группы, тогда называвшейся The Nightlife Thugs (и находившейся под влиянием Dr. Feelgood и Боба Марли) состоялся 31 октября 1975 года: его организовал Джерри Котт в Техническом колледже на Болтон-стрит. На сцену ансамбль вышел под названием The Nightlife Thugs, но изменил его посреди концерта — на The Boomtown Rats. Это словосочетание было заимствовано из автобиографической книги Вуди Гатри «На пути к славе» (в русском переводе «Поезд мчится к славе») (англ. Bound for Glory).
Очень скоро, регулярно выступая в местных клубах, группа стала известна по всей Ирландии — не в последнюю очередь благодаря «фирменному» танцу (сопровождавшемуся призывом: «Do the Rat»!) В качестве призов лучшим танцорам выдавались замороженные внутренние органы человека и животных.
В октябре 1976 года The Boomtown Rats в поиске большого контракта перебрались в Англию и поселились в Лондоне. Отклонив предложение контракта на миллион фунтов от Virgin Records, группа приняла предложение Найджела Грэйнджа, владельца только что образованного лейбла Ensign. Жизнь в столице была группе не по карману, и она обосновалась в Чессингтоне, неподалёку от знаменитого местного зоопарка.

### Дебютный альбом (1977)
Весной 1977 года The Boomtown Rats вышли в своё первое большое британское турне, 5 концертов дав в первом отделении Tom Petty and the Heartbreakers. Дебютный сингл «Looking After No. l», вышедший в августе, стал первой нововолновой сорокапяткой, вошедшей в плейлист Би-би-си. Еженедельник New Musical Express объявил его «Синглом недели». Сразу же после выхода сингла группа выступила на телевидении, в программе The Marc Bolan Show (две недели спустя знаменитый ведущий погиб) и сингл взмыл в UK Singles Chart до #11. Группа получила приглашение выступить с заглавной песней в программе Top of the Pops.
Альбом The Boomtown Rats, записанный продюсером Маттом Лэнгом в Германии, при относительной консервативности звучания, произвел впечатление на критиков — в частности (согласно рецензии в Trouser Press) «живостью образов, экспрессивным вокалом Гелдофа и резкими перепадами настроения». Панк-мотивами здесь (помимо «Looking After No. l») была проникнута лишь «Mary of the Fourth Form». Остальные песни (согласно Allmusic) звучали вполне ортодоксально: «Joey’s on the Street Again» была созвучна творчеству Брюса Спринстина того времени, «I Can Make It If You Can» — Rolling Stones середины 70-х.
Дебютный альбом поднялся до #18 в UK Albums Chart. Второй сингл, «Mary Of The Fourth Form» (рискованный рассказ о школьнице по имени Мэри Прис, в которую Гелдоф был влюблён, будучи учителем), поднялся до #14 в UK Singles Chart. Затем вышел «She’s So Modern» (1978, #12); Гелдоф, начавший давать многочисленные интервью, быстро стал любимцем прессы и благодаря находчивым ответам на вопросы журналистов получил прозвище «Bob The Gob».

### «A Tonic for the Troops» (1978)
Второй альбом A Tonic for the Troops ознаменовал качественный скачок: о Гелдофе заговорили как о мастеровитом вокалисте, Джонни Фингерс украсил аранжировки остроумными пассажами, Мэтт Ланг сумел создать интересный многослойный звук, обеспечив группе окончательный переход из панк-лагеря в категорию new wave. Альбом понялся до #8 (продержавшись в чартах 44 недели), сингл «Like Clockwork» — до #6.
Последовал промотур по США, а в ноябре 1978 года Boomtown Rats с синглом «Rat Trap» поднялись до #1 в UK Singles Chart. Они не только стали при этом первой в истории ирландской группой, которой удалось возглавить британский хит-парад синглов, но и сбросили при этом с вершины Джона Траволту и Оливию Ньютон-Джон, которые удерживали до этого первенство в течение 7 недель. Этот факт Боб Гелдоф символически «отпраздновал», разорвав фотографии Траволты и Ньютон-Джон перед началом выступления в Top of The Pops.

### «The Fine Art of Surfacing» (1979—1980)
В январе 1979 года Гелдоф узнал о калифорнийской школьнице Бренде Спенсер, которая расстреляла учеников своей школы (ранив более десятка человек и убив завуча), а впоследствии на вопрос о причине своего поступка ответила: «Я не люблю понедельники». Это высказывание вдохновило Гелдофа и Фингерса на создание одноимённой песни. Сингл «I Don’t Like Mondays» стал вторым синглом группы, попавшим на вершину в Британии, кроме того сингл возглавил хит-парады 32 стран мира. Песня вошла в третий альбом The Fine Art of Surfacing, который ознаменовал единственный (и весьма относительный) успех группы в Америке; в UK Albums Chart он поднялся до #7.
Последовали синглы «Someone’s Looking At You» (#4 UK, 1980) и «Diamond Smiles» (#13), чему предшествовало всемирное турне, завершившееся концертами в нью-йоркском Palladium. В 1980 году за песню «I Don’t Like Mondays» The Boomtown Rats получили престижную награду Ivor Novello; она была вручена группе на 25-й церемонии вручения Ivors в лондонском отеле «Гроссвенор».
Последним британским хит-синглом группы стал «Banana Republic»: острополитический комментарий Гелдофа по поводу положения дел в Центральной Америке. Он поднялся до #3 в Британии и был включён в альбом Mondo Bongo, записанный на острове Ивиса продюсером Тони Висконти. Альбом поднялся до #6 в UK Albums Chart. К этому времени гитарист Джерри Котт покинул состав. Синглом из альбома вышел «Elephants Graveyard» (#26), но следующий, «Never In A Million Years» (многими расцененный как лучший трек альбома) вообще не вошёл в Top 30. Стало ясно, что в Британии интерес к группе сошёл на нет.

### Начало конца (1980—1984)
Выпущенный квартетом пятый альбом V Deep (записанный также с Висконти) был набран отчасти из материала, выброшенного из Mondo Bongo; он не произвел впечатления ни на публику, ни на музыкальных критиков. Сингл «House On Fire» имел лишь умеренный успех, «Charmed Life» и «Never In A Million Years» оказались провальными. Британское турне группы в поддержку альбома было проведено на минимальном бюджете, но группа была прекрасно принята публикой. Когда в 1982 Гелдоф приступил к работе над главной ролью в фильме «Pink Floyd: The Wall», многим стало ясно, что дни группы сочтены.
Весь 1983 BTR ничего не выпускали; при этом, как ни странным это может показаться, университетские её концерты проходили с огромным успехом. В 1984 году The Boomtown Rats выпустили синглы «Tonight» (#73) и «Drag Me Down» (#50). «Dave» (многими расцененный как «шедевр Гелдофа») в списки вообще не попал, хотя Пит Тауншенд назвал его «лучшим синглом 1984 года». После ещё одного коммерчески провального релиза («Hold On Me») The Boomtown Rats провели британское турне (44 концерта за 48 дней) на очень скромном бюджете и вновь были с восторгом приняты студенческой аудиторией.

#### Распад группы (1985—1986)
В 1984 году Гелдоф и Мидж Юр (Ultravox) написали песню «Do They Know It’s Christmas?», ставшую в Британии мега-хитом (в исполнении сводного коллектива Band Aid), и организовали суперзвездный концерт Live Aid (в помощь голодающим Эфиопии), который прошёл 13 июля 1985 года в Лондоне и Филадельфии. Здесь же выступили The Boomtown Rats.
Выпуску альбома In the Long Grass (1985) предшествовало успешное британское турне, которое, впрочем, не помогло продвижению пластинки в чартах. В 1986 году Боб Гелдоф объявил о начале сольной карьеры и дал последний с Boomtown Rats концерт в Ирландии, в пользу Self-Aid.

## После распада
После распада группы Пит Брикетт продолжил сотрудничество с Гелдофом. Джерри Котт выпустил два сольный сингла в Британии («The Ballad of the Lone Ranger», «Pioneers») и один в Канаде («Alphabet Town», 1984). Фингерс и Кроу в конце 80-х годов основали Gung~Ho. Затем Фингерс вошёл в состав японской группы Greengate, а Кроу — инструментального ансамбля Jiggerypipery
, играющего кельтскую музыку.
В 2005 году вышел бэк-каталог Boomtown Rats (ставший хитом в Amazon charts). Сборник The Best Of вошёл в UK Top 20. В 2008 году Гэри Робертс и Саймон Кроу образовали The Rats, группу, которая исполняет старые песни Boomtown Rats.

## Воссоединение группы
Группа Boomtown Rats возобновила концертные выступления в 2013 году, а также работала над записью альбома в студии в течение нескольких лет.
В состав группы входят: Боб Гелдоф (вокал), Саймон Кроу (ударные), Пит Брике́тт (басс), Гарри Робертс (гитара).
Пит Брикетт, кроме того, является продюсером нового альбома.
17 января 2020 года в 13 часов по московскому времени состоялась премьера официального видео «Trash Glam Baby» на сайте You Tube.

В марте 2020 года на лейбле BMG вышла долгоиграющая пластинка
Citizens Of Boomtown, состоящая из 10 новых песен.
Песню «Trash Glam Baby» можно было послушать на некоторых музыкальных сайтах уже в январе 2020.

С выходом альбома совпадает начало концертных выступлений группы
в Великобритании и поступление в продажу книги Боба Гелдофа «Рассказы о славе Бумтауна» (Tales of Boomtown Glory). Также предстоит показ нового документального фильма об истории группы режиссёра Билли Макграта.
В одном из интервью Боб Гелдоф объяснил причину создания альбома
так: 
Почему новый альбом? Потому что группы их записывают... В новой изменившейся лихорадочной атмосфере, в которой мы живём, есть много такого, на что нужно реагировать. Люди забыли, что мы взяли название группы у Вуди Гатри, знаменитого музыкального активиста. Я думаю, The Boomtown Rats всегда показывали, что рок`н`ролл — это форма музыкального активизма. Музыка имеет намерение и цель, даже если это просто звуки; песня о парне/девушке, ни о чём конкретно, обо всём в целом, или полемического характера... всё, что хотите.

## Участники группы The Boomtown Rats

The Boomtown Rats
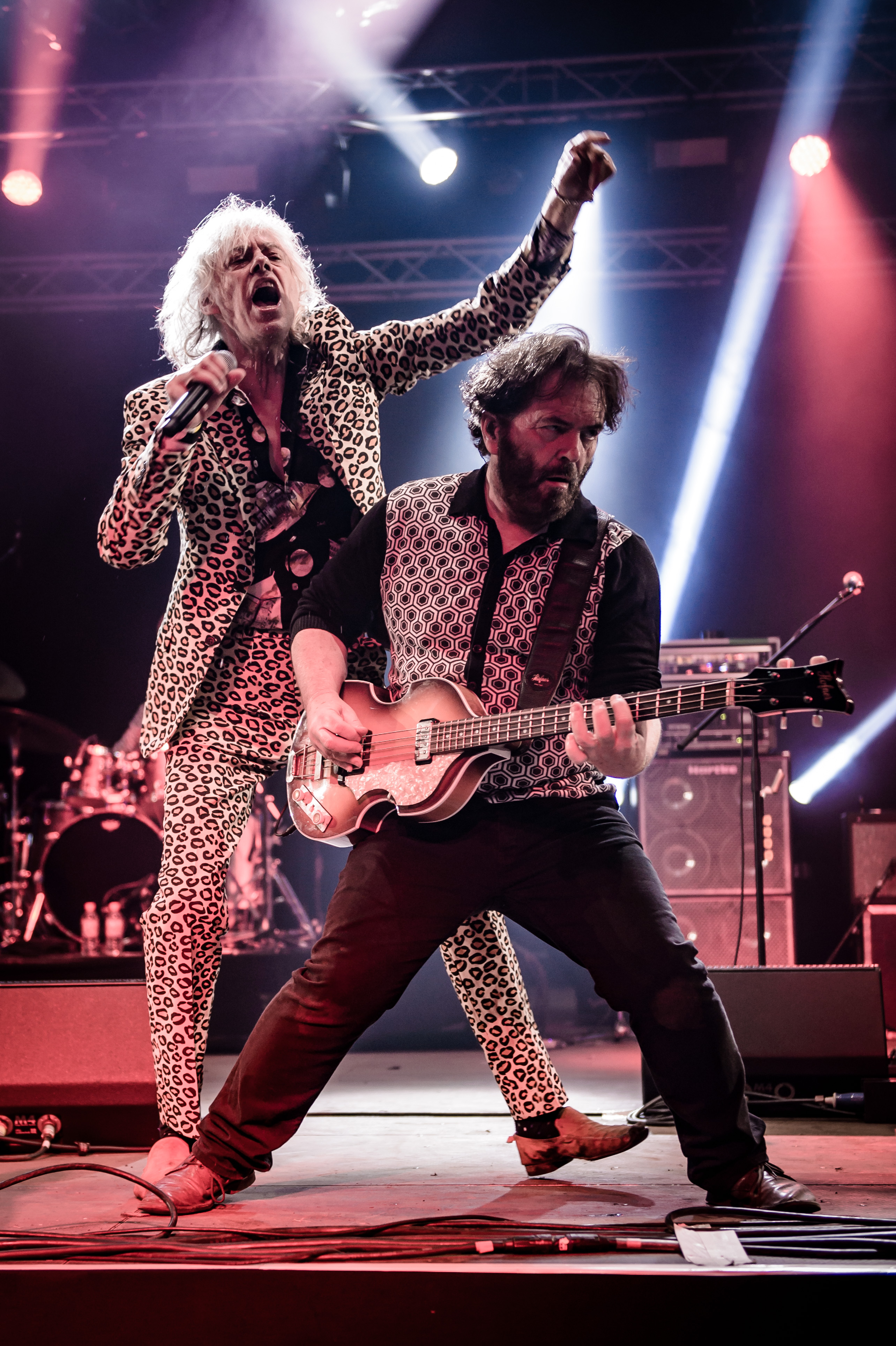
Боб Гелдоф и Пит Брикетт
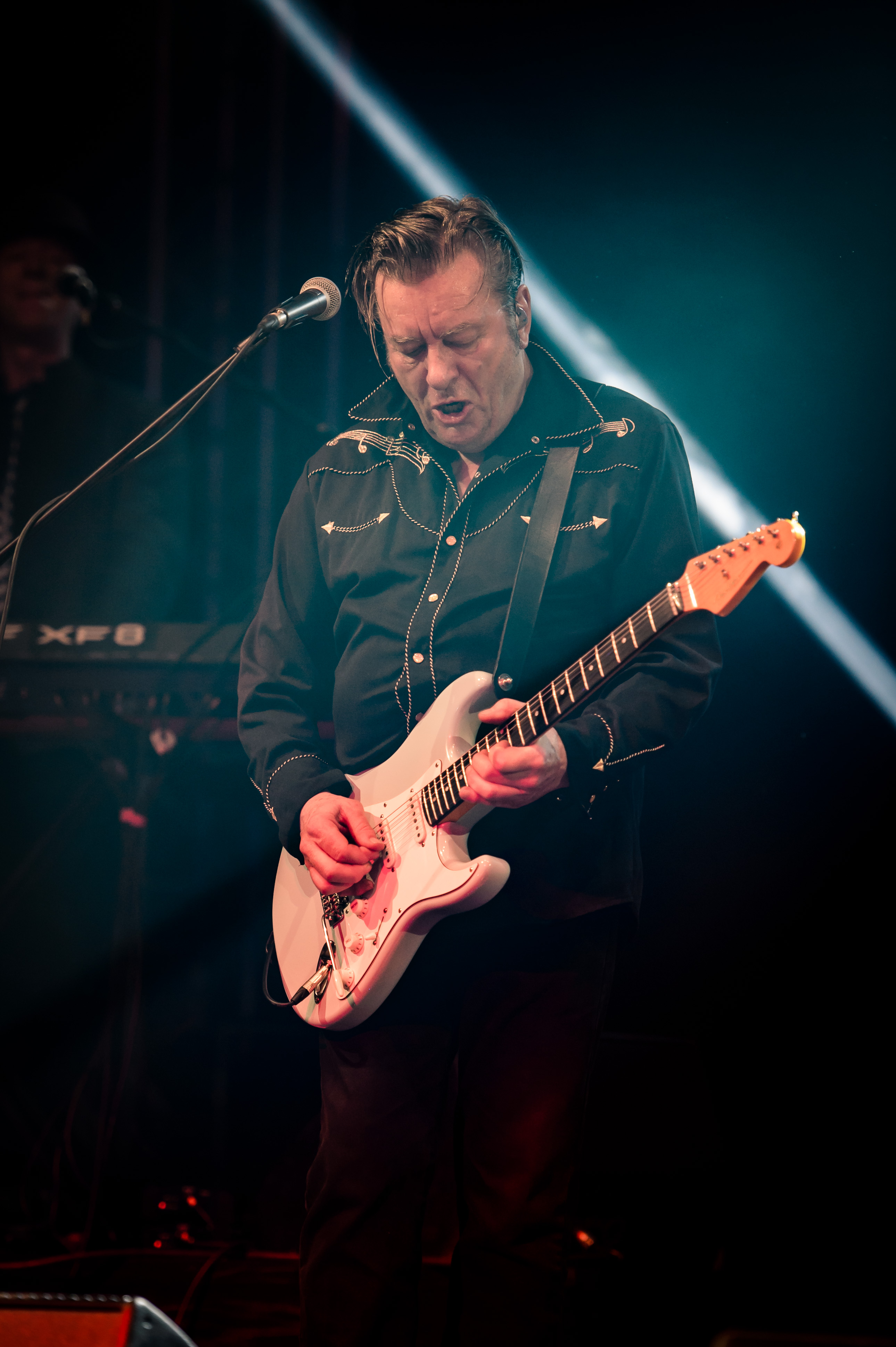
Гарри Робертс
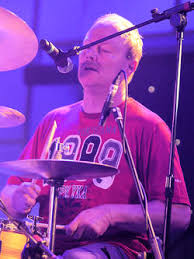
Саймон Кроу

## Дискография

### Студийные альбомы
- The Boomtown Rats (1977) UK #18
- A Tonic for the Troops (1978) UK #8
- The Fine Art of Surfacing (1979) UK #7
- Mondo Bongo (1981) UK #6
- V Deep (1982) UK #64
- In The Long Grass (1984)
- Citizens of Boomtown (2020) UK #48

### Мини-альбомы
- Ratlife (2013)

### Сборники
- The Best Of (1982)
- Ratrospective  (1983)
- The Boomtown Rats' Greatest Hits  (1987)
- Loudmouth  (1994)
- The Best of The Boomtown Rats  (2003)
- 20th Century Masters: The Best of The Boomtown Rats — Millennium Collection  (2005)
- Back to Boomtown: Classic Rats Hits  (2013)
- So Modern — The Boomtown Rats Collection  (2014)

### Концертные альбомы
- Live in the UK 2013, Dublin (2013)
- Live in the UK 2013, London (2013)
- Live Rats 2013 (2014)
- Rewind Festival — Aug 17 2014 (2014)
- Live Germany 78 (2016)

### Синглы
- Looking After No. 1 (1977) UK #11
- Mary Of The Fourth Form (1977) UK #15
- She’s So Modern (1978) UK #12
- Like Clockwork (1978) UK #6
- Rat Trap (1978) UK #1
- I Don’t Like Mondays (1979) UK #1
- Diamond Smiles (1979) UK #13
- Someone’s Looking At You (1980) UK #4
- Banana Republic (1980) UK #3
- The Elephant’s Graveyard (Guilty) (1981) UK #26
- Never In A Million Years (1981) UK #62
- House On Fire (1982) UK #24
- Charmed Lives (1982)
- Tonight (1984) UK #73
- Drag Me Down (1984) UK #50
- Dave (1984) UK #81
- A Hold Of Me (1985) UK #78
- I Don’t Like Mondays (re-release) (1994) UK #38
- Trash Glam Baby (2020)